# Lavage des cheveux
Le lavage des cheveux est l'acte cosmétique et d'hygiène corporelle consistant à garder les cheveux propres en les lavant. Pour éliminer le sébum des cheveux, certains appliquent un tensioactif, généralement du shampoing (parfois du savon) sur leurs cheveux et font mousser le tensioactif avec de l'eau. Le tensioactif est rincé à l’eau avec la saleté à laquelle il adhère.
Il existe également des shampoings secs ; des poudres qui éliminent le sébum des cheveux en l'absorbant avant d'être peignés. Les gens utilisent souvent du shampooing sec s'ils souhaitent reporter leur lavage de cheveux ou simplement pour gagner du temps.
Le lavage des cheveux et le shampooing sec maintiennent les cheveux en bonne santé, ajoutent du volume aux cheveux, éliminent la saleté et les odeurs et éliminent les huiles du cuir chevelu.

## Coiffure
La plupart des coiffeurs au Canada, aux États-Unis, en Europe et en Amérique latine proposent un lavage des cheveux avant ou après une coupe de cheveux. Cela est généralement fait pour rendre les cheveux plus faciles à coiffer pour le coiffeur qui effectue la coupe. Après une coupe de cheveux, il peut éliminer les mèches de cheveux détachées. C'est également une pratique relaxante, et de nombreux clients apprécient un lavage des cheveux dans le cadre d'une coupe de cheveux.
Les coiffeurs utilisent des bassins spécialisés pour effectuer un lavage des cheveux. Dans la version la plus courante, le client est assis sur une chaise et penche sa tête en arrière dans un lavabo, avec le coiffeur debout derrière lui. Dans une autre version, le client se penche en avant au-dessus d'un lavabo et le coiffeur se tient au-dessus de lui pour lui laver les cheveux.
Dans certaines parties du monde, comme en Chine, il n'est pas rare de voir ce que l'on appelle un shampooing « vertical ». Dans ce style, le client est assis sur une chaise, tandis qu'un coiffeur applique du shampoing sur ses cheveux et ajoute de l'eau. Ils se rincent ensuite dans une bassine.